# 埃里克·扬松
埃里克·扬松（瑞典語：Erik Jansson，1907年5月14日—1993年7月24日），瑞典男子自行车运动员。他曾代表瑞典参加1928年夏季奥林匹克运动会自行车比赛，获得男子团体公路赛铜牌。